# Novo Basquete Brasil de 2023–24
O Novo Basquete Brasil de 2023–24 foi a 16.ª temporada da era moderna do Novo Basquete Brasil, e marca também o retorno do patrocínio da Caixa.
A temporada foi a primeira que não contou com a chancela da Confederação Brasileira de Basketball (CBB), perdendo a condição de torneio masculino oficial.
Pela terceira vez consecutiva, o Franca foi campeão da NBB, após vencer o Flamengo por 3 a 1 na série final. O ala-pivô, Lucas Dias, foi eleito o MVP das finais.

## Regulamento
Na temporada 2023-24 do Novo Basquete Brasil as 19 equipes se enfrentaram em turno e returno, e os 16 melhores colocados ao término da fase de classificação avançaram as oitavas de finais em formato de playoff, disputado em melhor de 3, sendo considerada a equipe ganhadora a que obtiver duas vitórias. Deste, se classificaram 8 equipes que também disputaram um playoff, no formato de cinco jogos. As semifinais e a final também foram realizadas no formato de cinco jogos.
Além disso, os oito primeiros ao final do primeiro turno se classificaram à Copa Super 8 de Basquete, garantindo vaga direta nas quartas de final do torneio, disputada em melhor de cinco jogos.

## Participantes
A temporada 2023-24 da NBB foi disputada por dezenove equipes, dois times a mais do que no ano anterior, se tornando a edição com o maior número de equipes participantes na história da competição.
Em julho de 2023 o Rio Claro Basquete anunciou que não disputará as competições profissionais da temporada. Segundo o clube, a decisão foi tomada pela diminuição de patrocinadores e as dificuldades orçamentárias. Nas últimas sete edições, essa é a terceira vez que a equipe se desligou da competição, anteriormente havia ficado de fora das temporadas de 2016-17 e 2017-18.
A 16.ª edição do torneio contou com o retorno de três equipes tradicionais: Botafogo, Mogi e Vasco.
| Equipe                      | Cidade              | Estado | Em 2022–23 | Ginásio                     | Capacidade | Títulos do NBB (último) |
| --------------------------- | ------------------- | ------ | ---------- | --------------------------- | ---------- | ----------------------- |
| Bauru                       | Bauru               | SP     | 7.º        | Panela de Pressão           | 2 000      | 1 (2016–17)             |
| Botafogo                    | Rio de Janeiro      | RJ     | –          | Ginásio Oscar Zelaya        | 720        | 0 (não possui)          |
| Brasília Basquete           | Brasília            | DF     | 16.º       | Arena BRB Nilson Nelson     | 11 397     | 0 (não possui)          |
| Caxias do Sul               | Caxias do Sul       | RS     | 11.º       | Ginásio do SESI             | 4 500      | 0 (não possui)          |
| Cerrado Basquete            | Brasília            | DF     | 17.º       | Ginásio da ASCEB            | 1 100      | 0 (não possui)          |
| Corinthians                 | São Paulo           | SP     | 8.º        | Ginásio Wlamir Marques      | 6 500      | 0 (não possui)          |
| Flamengo                    | Rio de Janeiro      | RJ     | 3.º        | Maracanãzinho               | 11 800     | 7 (2020–21)             |
| Fortaleza/Basquete Cearense | Fortaleza           | CE     | 14.º       | Centro de Formação Olímpica | 17 100     | 0 (não possui)          |
| Franca                      | Franca              | SP     | 1.º        | Pedrocão                    | 6 000      | 2 (2022–23)             |
| Minas                       | Belo Horizonte      | MG     | 4.º        | Arena UniBH                 | 4 000      | 0 (não possui)          |
| Mogi Basquete               | Mogi das Cruzes     | SP     | –          | Hugo Ramos                  | 5 000      | 0 (não possui)          |
| Pato Basquete               | Pato Branco         | PR     | 12.º       | Ginásio do SESI             | 1 000      | 0 (não possui)          |
| Paulistano                  | São Paulo           | SP     | 5.º        | Antonio Prado Junior        | 1 280      | 1 (2017–18)             |
| Pinheiros                   | São Paulo           | SP     | 6.º        | Henrique Villaboim          | 850        | 0 (não possui)          |
| São José                    | São José dos Campos | SP     | 10.º       | Linneu de Moura             | 1 600      | 0 (não possui)          |
| São Paulo                   | São Paulo           | SP     | 2.º        | Ginásio do Morumbi          | 1 918      | 0 (não possui)          |
| União Corinthians           | Santa Cruz do Sul   | RS     | 13.º       | Ginásio Poliesportivo Arnão | 6 000      | 0 (não possui)          |
| Unifacisa                   | Campina Grande      | PB     | 9.º        | Arena Unifacisa             | 1 200      | 0 (não possui)          |
| Vasco da Gama               | Rio de Janeiro      | RJ     | –          | Cyro Aranha                 | 1 000      | 0 (não possui)          |

Fonte: Equipes NBB

## Temporada regular

### Tabela de classificação
| Pos. | Equipe                      | %     | PG | Jogos | Jogos | Jogos | Jogos   | Jogos   | Pontos | Pontos | Pontos | Classificação                          |
| Pos. | Equipe                      | %     | PG | #     | V     | D     | C (V–D) | F (V–D) | PP     | PS     | SP     | Classificação                          |
| ---- | --------------------------- | ----- | -- | ----- | ----- | ----- | ------- | ------- | ------ | ------ | ------ | -------------------------------------- |
| 1.º  | Flamengo                    | 86.1% | 67 | 36    | 31    | 5     | 17–1    | 14–4    | 3061   | 2630   | 431    | Classificados para as oitavas de final |
| 2.º  | Franca                      | 86.1% | 67 | 36    | 31    | 5     | 16–2    | 15–3    | 3183   | 2761   | 422    | Classificados para as oitavas de final |
| 3.º  | Minas                       | 77.8% | 64 | 36    | 28    | 8     | 15–3    | 13–5    | 3099   | 2658   | 441    | Classificados para as oitavas de final |
| 4.º  | Vasco da Gama               | 66.7% | 60 | 36    | 24    | 12    | 13–5    | 11–7    | 2725   | 2632   | 93     | Classificados para as oitavas de final |
| 5.º  | Bauru                       | 66.7% | 60 | 36    | 24    | 12    | 15–3    | 9–9     | 2949   | 2840   | 109    | Classificados para as oitavas de final |
| 6.º  | Unifacisa                   | 63.9% | 59 | 36    | 23    | 13    | 15–3    | 8–10    | 3040   | 2862   | 178    | Classificados para as oitavas de final |
| 7.º  | Paulistano                  | 61.1% | 58 | 36    | 22    | 14    | 12–6    | 10–8    | 2724   | 2533   | 191    | Classificados para as oitavas de final |
| 8.º  | Fortaleza/Basquete Cearense | 55.6% | 56 | 36    | 20    | 16    | 12–6    | 8–10    | 2841   | 2782   | 59     | Classificados para as oitavas de final |
| 9.º  | São José                    | 52.8% | 55 | 36    | 19    | 17    | 11–7    | 8–10    | 2854   | 2810   | 44     | Classificados para as oitavas de final |
| 10.º | Corinthians                 | 52.8% | 55 | 36    | 19    | 17    | 10–8    | 9–9     | 2941   | 2879   | 62     | Classificados para as oitavas de final |
| 11.º | São Paulo                   | 50.0% | 54 | 36    | 18    | 18    | 10–8    | 8–10    | 2824   | 2849   | -25    | Classificados para as oitavas de final |
| 12.º | Pato Basquete               | 47.2% | 53 | 36    | 17    | 19    | 11–7    | 6–12    | 2816   | 2857   | -41    | Classificados para as oitavas de final |
| 13.º | Pinheiros                   | 41.7% | 51 | 36    | 15    | 21    | 9–9     | 6–12    | 2675   | 2794   | -119   | Classificados para as oitavas de final |
| 14.º | União Corinthians           | 27.8% | 46 | 36    | 10    | 26    | 5–13    | 5–13    | 2691   | 3021   | -330   | Classificados para as oitavas de final |
| 15.º | Mogi das Cruzes             | 27.8% | 46 | 36    | 10    | 26    | 7–11    | 3–15    | 2649   | 2856   | -207   | Classificados para as oitavas de final |
| 16.º | Botafogo                    | 27.8% | 46 | 36    | 10    | 26    | 6–12    | 4–14    | 2856   | 3174   | -318   | Classificados para as oitavas de final |
| 17.º | Cerrado Basquete            | 22.2% | 44 | 36    | 8     | 28    | 4–14    | 4–14    | 2698   | 2809   | -111   | Eliminados na primeira fase            |
| 18.º | Caxias do Sul               | 22.8% | 44 | 36    | 8     | 28    | 4–14    | 4–14    | 2610   | 2935   | -325   | Eliminados na primeira fase            |
| 19.º | Brasília Basquete           | 13.9% | 41 | 36    | 5     | 31    | 3–15    | 2–16    | 2647   | 3201   | -554   | Eliminados na primeira fase            |

Fonte: Classificação NBB

### Partidas disputadas
Vitória da equipe mandante
     Vitória da equipe visitante
| ↓ Casa\Visitante →          | BAU    | BOT     | BRA    | CAX    | CER    | COR    | FLA    | FOR    | FRA     | MIN    | MOG    | PAT    | CAP   | PIN   | SJO   | SAO    | UCO    | UFC    | VAS   |
| --------------------------- | ------ | ------- | ------ | ------ | ------ | ------ | ------ | ------ | ------- | ------ | ------ | ------ | ----- | ----- | ----- | ------ | ------ | ------ | ----- |
| Bauru                       |        | 113–95  | 82–73  | 94–59  | 90–81  | 80–74  | 74–72  | 93–88  | 67–78   | 86–84  | 80–68  | 89–79  | 75–71 | 74–70 | 91–92 | 87–66  | 95–67  | 91–89  | 76–81 |
| Botafogo                    | 83–80  |         | 89–78  | 76–82  | 74–73  | 72–116 | 78–102 | 90–86  | 79–86   | 76–96  | 84–87  | 71–79  | 68–85 | 93–69 | 90–93 | 83–79  | 77–78  | 87–104 | 62–79 |
| Brasília Basquete           | 84–103 | 106–108 |        | 69–77  | 73–95  | 72–84  | 74–86  | 69–68  | 100–105 | 68–111 | 81–80  | 65–77  | 69–91 | 94–76 | 66–92 | 63–72  | 82–92  | 83–102 | 84–89 |
| Caxias do Sul               | 75–79  | 74–67   | 79–67  |        | 72–86  | 79–80  | 84–85  | 69–91  | 79–89   | 88–99  | 81–77  | 68–85  | 65–81 | 73–64 | 82–90 | 79–84  | 66–82  | 70–77  | 63–68 |
| Cerrado Basquete            | 69–86  | 79–82   | 84–53  | 77–83  |        | 58–67  | 83–86  | 83–84  | 70–95   | 71–84  | 70–62  | 75–82  | 64–68 | 62–69 | 74–78 | 82–74  | 94–67  | 84–90  | 81–84 |
| Corinthians                 | 70–71  | 86–91   | 87–64  | 107–93 | 73–56  |        | 72–95  | 102–82 | 68–73   | 105–96 | 73–77  | 85–81  | 71–79 | 94–92 | 77–89 | 81–78  | 81–70  | 86–85  | 78–80 |
| Flamengo                    | 89–73  | 92–69   | 92–55  | 105–62 | 89–71  | 88–58  |        | 77–74  | 93–67   | 70–87  | 77–49  | 84–71  | 81–68 | 73–59 | 69–67 | 88–78  | 89–71  | 101–73 | 84–79 |
| Fortaleza/Basquete Cearense | 80–77  | 84–75   | 83–73  | 62–63  | 87–76  | 78–65  | 73–93  |        | 72–77   | 79–69  | 93–75  | 90–69  | 51–64 | 87–84 | 99–95 | 75–81  | 74–78  | 77–65  | 70–69 |
| Franca                      | 97–75  | 97–74   | 100–77 | 89–60  | 80–77  | 93–88  | 73–88  | 81–75  |         | 95–94  | 73–69  | 97–65  | 89–50 | 85–88 | 97–87 | 100–92 | 101–56 | 110–96 | 93–67 |
| Minas                       | 99–80  | 89–52   | 91–71  | 84–55  | 67–68  | 91–73  | 86–78  | 93–88  | 71–81   |        | 102–65 | 84–75  | 72–70 | 81–51 | 73–56 | 86–94  | 95–71  | 85–82  | 81–61 |
| Mogi das Cruzes             | 87–88  | 86–81   | 104–61 | 81–74  | 70–65  | 70–77  | 86–95  | 63–65  | 64–75   | 70–79  |        | 70–87  | 64–61 | 75–76 | 79–64 | 81–79  | 80–94  | 68–82  | 79–95 |
| Pato Basquete               | 73–70  | 97–86   | 78–80  | 78–74  | 83–65  | 100–87 | 97–91  | 75–76  | 87–83   | 69–77  | 100–73 |        | 83–73 | 83–79 | 80–88 | 74–80  | 79–63  | 64–68  | 67–76 |
| Paulistano                  | 55–66  | 85–77   | 95–50  | 75–56  | 82–71  | 71–81  | 72–77  | 80–73  | 76–98   | 71–86  | 92–78  | 79–68  |       | 80–51 | 92–79 | 71–52  | 106–72 | 67–55  | 70–76 |
| Pinheiros                   | 84–76  | 84–88   | 88–92  | 80–63  | 84–61  | 77–90  | 83–88  | 72–61  | 61–82   | 61–91  | 75–69  | 91–77  | 68–72 |       | 73–71 | 75–81  | 83–59  | 67–89  | 73–67 |
| São José                    | 74–82  | 96–72   | 103–85 | 82–68  | 71–69  | 71–70  | 82–64  | 78–82  | 63–75   | 67–77  | 84–73  | 100–69 | 64–93 | 71–73 |       | 72–63  | 111–86 | 62–68  | 83–71 |
| São Paulo                   | 89–93  | 78–77   | 93–84  | 74–67  | 79–70  | 82–90  | 70–83  | 70–86  | 84–98   | 75–83  | 61–63  | 89–67  | 90–71 | 79–74 | 78–74 |        | 71–60  | 94–86  | 70–75 |
| União Corinthians           | 89–97  | 82–78   | 73–59  | 79–75  | 75–103 | 82–92  | 65–79  | 85–93  | 84–96   | 78–88  | 74–66  | 75–77  | 51–63 | 65–71 | 74–78 | 74–81  |        | 98–92  | 65–74 |
| Unifacisa                   | 89–58  | 96–66   | 93–69  | 94–80  | 92–80  | 76–75  | 82–90  | 73–80  | 101–98  | 98–96  | 79–68  | 85–79  | 69–75 | 85–78 | 84–68 | 107–84 | 86–80  |        | 77–63 |
| Vasco da Gama               | 67–58  | 98–86   | 79–54  | 78–73  | 74–71  | 87–78  | 65–68  | 81–75  | 64–77   | 60–72  | 79–73  | 71–62  | 73–70 | 63–72 | 92–59 | 70–80  | 89–77  | 81–71  |       |

Fonte: Tabela de Jogos NBB

## Playoffs
As equipes que estão em itálico possuem o mando de quadra e em negrito as equipes vencedoras do confronto.

### Confrontos
|  | Oitavas de final (Melhor de 3) | Oitavas de final (Melhor de 3) | Oitavas de final (Melhor de 3) |               |   | Quartas de final (Melhor de 5) | Quartas de final (Melhor de 5) | Quartas de final (Melhor de 5) |  |  | Semifinal (Melhor de 5) | Semifinal (Melhor de 5) | Semifinal (Melhor de 5) |  |  | Final (Melhor de 5) | Final (Melhor de 5) | Final (Melhor de 5) |  |
|  |                                |                                |                                |               |   |                                |                                |                                |  |  |                         |                         |                         |  |  |                     |                     |                     |  |
|  | 1                              | Flamengo                       | 2                              |               |   |                                |                                |                                |  |  |                         |                         |                         |  |  |                     |                     |                     |  |
|  | 1                              | Flamengo                       | 2                              |               |   |                                |                                |                                |  |  |                         |                         |                         |  |  |                     |                     |                     |  |
|  | 16                             | Botafogo                       | 0                              |               |   |                                |                                |                                |  |  |                         |                         |                         |  |  |                     |                     |                     |  |
|  | 16                             | Botafogo                       | 0                              |               | 1 | Flamengo                       | 3                              |                                |  |  |                         |                         |                         |  |  |                     |                     |                     |  |
|  |                                |                                |                                |               | 1 | Flamengo                       | 3                              |                                |  |  |                         |                         |                         |  |  |                     |                     |                     |  |
|  |                                |                                | 8                              | Fortaleza/BC  | 0 |                                |                                |                                |  |  |                         |                         |                         |  |  |                     |                     |                     |  |
|  | 8                              | Fortaleza/BC                   | 8                              | Fortaleza/BC  | 0 | 2                              |                                |                                |  |  |                         |                         |                         |  |  |                     |                     |                     |  |
|  | 8                              | Fortaleza/BC                   |                                |               |   |                                |                                |                                |  |  |                         |                         |                         |  |  |                     |                     |                     |  |
|  | 9                              | São José                       | 0                              |               |   |                                |                                |                                |  |  |                         |                         |                         |  |  |                     |                     |                     |  |
|  | 9                              | São José                       | 0                              |               | 1 | Flamengo                       | 3                              |                                |  |  |                         |                         |                         |  |  |                     |                     |                     |  |
|  |                                |                                |                                |               |   |                                |                                |                                |  |  |                         |                         |                         |  |  |                     |                     |                     |  |
|  |                                |                                | 5                              | Bauru         | 0 |                                |                                |                                |  |  |                         |                         |                         |  |  |                     |                     |                     |  |
|  | 5                              | Bauru                          | 5                              | Bauru         | 0 | 2                              |                                |                                |  |  |                         |                         |                         |  |  |                     |                     |                     |  |
|  | 5                              | Bauru                          |                                |               |   |                                |                                |                                |  |  |                         |                         |                         |  |  |                     |                     |                     |  |
|  | 12                             | Pato Basquete                  | 0                              |               |   |                                |                                |                                |  |  |                         |                         |                         |  |  |                     |                     |                     |  |
|  | 12                             | Pato Basquete                  | 0                              |               | 5 | Bauru                          | 3                              |                                |  |  |                         |                         |                         |  |  |                     |                     |                     |  |
|  |                                |                                |                                |               | 5 | Bauru                          | 3                              |                                |  |  |                         |                         |                         |  |  |                     |                     |                     |  |
|  |                                |                                | 4                              | Vasco da Gama | 2 |                                |                                |                                |  |  |                         |                         |                         |  |  |                     |                     |                     |  |
|  | 4                              | Vasco da Gama                  | 4                              | Vasco da Gama | 2 | 2                              |                                |                                |  |  |                         |                         |                         |  |  |                     |                     |                     |  |
|  | 4                              | Vasco da Gama                  |                                |               |   |                                |                                |                                |  |  |                         |                         |                         |  |  |                     |                     |                     |  |
|  | 13                             | Pinheiros                      | 0                              |               |   |                                |                                |                                |  |  |                         |                         |                         |  |  |                     |                     |                     |  |
|  | 13                             | Pinheiros                      | 0                              |               | 1 | Flamengo                       | 1                              |                                |  |  |                         |                         |                         |  |  |                     |                     |                     |  |
|  |                                |                                |                                |               |   |                                |                                |                                |  |  |                         |                         |                         |  |  |                     |                     |                     |  |
|  |                                |                                | 2                              | Franca        | 3 |                                |                                |                                |  |  |                         |                         |                         |  |  |                     |                     |                     |  |
|  | 3                              | Minas                          | 2                              | Franca        | 3 | 2                              |                                |                                |  |  |                         |                         |                         |  |  |                     |                     |                     |  |
|  | 3                              | Minas                          |                                |               |   |                                |                                |                                |  |  |                         |                         |                         |  |  |                     |                     |                     |  |
|  | 14                             | União Corinthians              | 0                              |               |   |                                |                                |                                |  |  |                         |                         |                         |  |  |                     |                     |                     |  |
|  | 14                             | União Corinthians              | 0                              |               | 3 | Minas                          | 3                              |                                |  |  |                         |                         |                         |  |  |                     |                     |                     |  |
|  |                                |                                |                                |               | 3 | Minas                          | 3                              |                                |  |  |                         |                         |                         |  |  |                     |                     |                     |  |
|  |                                |                                | 11                             | São Paulo     | 2 |                                |                                |                                |  |  |                         |                         |                         |  |  |                     |                     |                     |  |
|  | 6                              | Unifacisa                      | 11                             | São Paulo     | 2 | 1                              |                                |                                |  |  |                         |                         |                         |  |  |                     |                     |                     |  |
|  | 6                              | Unifacisa                      |                                |               |   |                                |                                |                                |  |  |                         |                         |                         |  |  |                     |                     |                     |  |
|  | 11                             | São Paulo                      | 2                              |               |   |                                |                                |                                |  |  |                         |                         |                         |  |  |                     |                     |                     |  |
|  | 11                             | São Paulo                      | 2                              |               | 3 | Minas                          | 2                              |                                |  |  |                         |                         |                         |  |  |                     |                     |                     |  |
|  |                                |                                |                                |               |   |                                |                                |                                |  |  |                         |                         |                         |  |  |                     |                     |                     |  |
|  |                                |                                | 2                              | Franca        | 3 |                                |                                |                                |  |  |                         |                         |                         |  |  |                     |                     |                     |  |
|  | 7                              | Paulistano                     | 2                              | Franca        | 3 | 2                              |                                |                                |  |  |                         |                         |                         |  |  |                     |                     |                     |  |
|  | 7                              | Paulistano                     |                                |               |   |                                |                                |                                |  |  |                         |                         |                         |  |  |                     |                     |                     |  |
|  | 10                             | Corinthians                    | 0                              |               |   |                                |                                |                                |  |  |                         |                         |                         |  |  |                     |                     |                     |  |
|  | 10                             | Corinthians                    | 0                              |               | 7 | Paulistano                     | 0                              |                                |  |  |                         |                         |                         |  |  |                     |                     |                     |  |
|  |                                |                                |                                |               | 7 | Paulistano                     | 0                              |                                |  |  |                         |                         |                         |  |  |                     |                     |                     |  |
|  |                                |                                | 2                              | Franca        | 3 |                                |                                |                                |  |  |                         |                         |                         |  |  |                     |                     |                     |  |
|  | 2                              | Franca                         | 2                              | Franca        | 3 | 2                              |                                |                                |  |  |                         |                         |                         |  |  |                     |                     |                     |  |
|  | 2                              | Franca                         |                                |               |   |                                |                                |                                |  |  |                         |                         |                         |  |  |                     |                     |                     |  |
|  | 15                             | Mogi das Cruzes                | 0                              |               |   |                                |                                |                                |  |  |                         |                         |                         |  |  |                     |                     |                     |  |

#### Oitavas de final
As partidas foram disputadas entre 18 à 29 de abril.
| Time 1                | Série | Time 2            | 1º Jogo | 2º Jogo | 3º Jogo |
| --------------------- | ----- | ----------------- | ------- | ------- | ------- |
| Flamengo              | 2–0   | Botafogo          | 92–87   | 78–56   | –       |
| Franca                | 2–0   | Mogi das Cruzes   | 78–66   | 97–57   | –       |
| Minas                 | 2–0   | União Corinthians | 83–73   | 81–73   | –       |
| Vasco da Gama         | 2–0   | Pinheiros         | 64–56   | 85–70   | –       |
| Bauru                 | 2–0   | Pato Basquete     | 93–74   | 71–62   | –       |
| Unifacisa             | 1–2   | São Paulo         | 93–99   | 107–104 | 82–88   |
| Paulistano            | 2–0   | Corinthians       | 83–65   | 77–68   | –       |
| Fortaleza/B. Cearense | 2–0   | São José          | 73–70   | 90–66   | –       |

#### Quartas de final
As partidas foram disputadas entre 2 à 14 de maio.
| Time 1        | Série | Time 2                | 1º Jogo | 2º Jogo | 3º Jogo | 4º Jogo | 5º Jogo |
| ------------- | ----- | --------------------- | ------- | ------- | ------- | ------- | ------- |
| Flamengo      | 3–0   | Fortaleza/B. Cearense | 79–71   | 86–66   | 83–68   | –       | –       |
| Franca        | 3–0   | Paulistano            | 64–61   | 89–75   | 80–73   | –       | –       |
| Minas         | 3–2   | São Paulo             | 84–59   | 74–105  | 84–86   | 104–79  | 98–67   |
| Vasco da Gama | 2–3   | Bauru                 | 84–78   | 66–80   | 59–67   | 95–87   | 73–76   |

#### Semifinal
As partidas foram disputadas entre 17 à 28 de maio.
| Time 1   | Série | Time 2 | 1º Jogo | 2º Jogo | 3º Jogo | 4º Jogo | 5º Jogo |
| -------- | ----- | ------ | ------- | ------- | ------- | ------- | ------- |
| Flamengo | 3–0   | Bauru  | 92–61   | 88–65   | 110–72  | –       | –       |
| Franca   | 3–2   | Minas  | 87–63   | 67–80   | 82–72   | 91-93   | 82-76   |

#### Final
As partidas foram disputadas entre 1 à 15 de junho.
| Time 1   | Série | Time 2 | 1º Jogo | 2º Jogo | 3º Jogo | 4º Jogo | 5º Jogo |
| -------- | ----- | ------ | ------- | ------- | ------- | ------- | ------- |
| Flamengo | 1–3   | Franca | 56-69   | 76-68   | 73-81   | 59-69   | –       |

## Premiação

### Campeão
| Novo Basquete Brasil 2023-24 |
| ---------------------------- |
| Franca Campeão               |

### Melhores do Campeonato
Em 18 de junho ocorreu a cerimônia de premiação do NBB Caixa 2023–24.
- MVP (Jogador Mais Valioso): Lucas Dias (Franca)
- MVP das Finais: Lucas Dias (Franca)
- Armador do ano: Elinho (Corinthians)
- Alas do ano: Gui Deodato (Flamengo) e Isaac Thornton (Botafogo)
- Pivôs do ano: Gabriel Jaú (Flamengo) e Lucas Dias (Franca)
- Técnico do ano (Troféu Ary Vidal): Paulo Cézar Jaú (Bauru)
- Sexto homem: Matheus Eugeniusz (Vasco da Gama)
- Melhor defensor: Dontrell Brite (Bauru)
- Estrangeiro do ano: Isaac Thornton (Botafogo)
- Destaque jovem: Márcio (Franca)
- Maior evolução: Rafael Paulichi (Vasco da Gama)
- Cestinha (Troféu Oscar Schimdt): Isaac Thornton (Botafogo) – média de 21,69 pontos por jogo
- Líder em rebotes (Troféu Olivinha): Alexandre Paranhos (Minas) – média de 7,38 por jogo
- Líder em assistências: Elinho (Corinthians) – média de 9,08 por jogo
- Líder em eficiência: Lucas Dias (Franca) – média de 19,34 por jogo
- Melhor ataque: Franca – média de 85,74 pontos por jogo
- Melhor defesa: Paulistano – média de 70,71 pontos sofridos por jogo
- Equipe Fair Play: Corinthians